# Bỏng điện

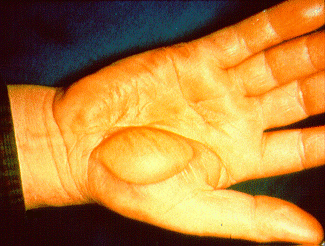
Bỏng điện trên tay

Bỏng điện là một vết bỏng do điện đi qua cơ thể gây ra chấn thương nhanh chóng. Khoảng 1.000 trường hợp tử vong mỗi năm do chấn thương điện được báo cáo tại Hoa Kỳ, với tỷ lệ tử vong là 3-5%. Bỏng điện khác với bỏng nhiệt hoặc bỏng hóa chất ở chỗ chúng gây ra tổn thương dưới da nhiều hơn. Chúng có thể gây tổn thương bề mặt, nhưng các mô sâu hơn bên dưới da đã bị tổn thương nghiêm trọng. Do đó, bỏng điện rất khó chẩn đoán chính xác và nhiều người đánh giá thấp mức độ nghiêm trọng của vết bỏng. Trong trường hợp cực đoan, điện có thể gây sốc lên não, làm căng thẳng tim và tổn thương các cơ quan khác.
Để một vết bỏng được phân loại là bỏng điện, điện phải là nguyên nhân trực tiếp. Ví dụ, đốt một ngón tay trên bàn ủi hơi nước nóng sẽ là bỏng nhiệt chứ không phải bỏng điện. Theo định luật đầu tiên của Joule: dòng điện đi qua điện trở tạo ra nhiệt, do đó không có dòng điện đi vào cơ thể trong loại bỏng này. Tương tự như vậy, một đám cháy được coi là có nguồn gốc từ "điện", không nhất thiết có nghĩa là bất kỳ thương tích hoặc tử vong của đám cháy là do bỏng điện. Trừ khi có ai đó bị thương vào đúng thời điểm đám cháy bắt đầu, không có khả năng xảy ra bỏng điện. 